# Niels Olsen (skuespiller)
 Der er flere personer med dette navn, se Niels Olsen.
Niels Olsen (født 8. marts 1960 i Aarhus) er en dansk skuespiller, tekstforfatter og tidligere håndboldspiller. Han har medvirket i adskillige film- og tv-produktioner samt teater og musicals. Han er måske mest kendt som medlem af Ørkenens Sønner og for sin rolle som Niels i Den eneste ene fra 1999, som gav ham en Robert for bedste mandlige hovedrolle. Han har også spillet far i Far til fire i den tredje generation af filmserien.

## Opvækst og håndboldkarriere
Olsen gik på Marselisborg Gymnasium i Aarhus, hvorfra han blev student i 1979. Han spillede håndbold som barn, og i en alder af 18 år kom han på AGF Håndbolds førstehold. Han spillede 97 kampe i løbet af fem sæsoner. Han spillede også 1-2 sæsoner i Aalborg HK, da han var skuespiller på Aalborg Teater.
Efter studentereksamen begyndte han på musikvidenskab på Aarhus Universitet i nogle år og tog en bifagseksamen i 1983. Han spillede i bandet Impuls under sin studietid.

## Karriere
Niels Olsen blev uddannet fra Statens Teaterskole i 1987. Årene efter var han mest kendt som satire-skuespiller i tv's Den gode, den onde og den virk'li sjove samt TV-ansjosen.
Fra midt i 1980'erne indledte han et samarbejde med kollegaen Thomas Mørk i duoen i forestillingen Cirkus Montebello. Siden fik Niels Olsen engagement ved Aalborg Teater og blev ansat på flere københavnske teatre.
Olsen har medvirket i Cirkusrevyen i 1993-1996, 1998-2000, hvor han også instruerede den, samt i 2012-2013. Allerede efter sin første medvirken i 1993 blev han kåret som Årets Dirch ved Revyernes Revy. I 2014 modtog han Årets Æreskunstner ved samme prisuddeling.
Siden 1994 har han været en fast del af komikerkvartetten Ørkenens Sønner sammen med Søren Pilmark, Henrik Koefoed og Asger Reher. Han overtog Flemming Enevolds plads. Han var med i det første show i 1991, og Olsen spiller bl.a. logens stortalende meester logen Khamel Ull-Zuut.
I 1997 modtog han Teaterflisen som den første efter en folkeafstemning. I 1998 udgav den danske popgruppe tv·2 nummeret "Der går min klasselærer", hvor han spillede klasselæreren i den tilhørende musikvideo.
Derudover udgør han 1/5 af holdet bag den improviserende teatergruppe, som har lavet Så hatten passer, Hatten Rundt og Hatten I Skyggen. Det er også de fem, der i 1993 lavede Andersens julehemmelighed. I 2014 og 2016 medvirkede Olsen i revyen Tam Tam i Glassalen; Olsen har også skrevet flere tekster til forestillinger.
Ud over sit arbejde med de komiske roller har han også spillet i filmene Det store flip og Susanne Biers Den eneste ene fra 1999, som blev hans kunstneriske gennembrud: 1 mio. danskere så filmen og hørte "Niller" tale om køkkener. Han modtog i 2000 en Robert for bedste mandlige hovedrolle. I 2005 stod han på scenen i Forum som "Niller" igen i Den Eneste Ene – The Musical, der fik en Reumert for Årets Bedste Musical.
Olsen har også medvirket til ny-indspilningerne af Far til fire-filmene samt anden generation af Min søsters børn optaget 2001-2004, hvoraf den først fik Robert for årets børne- og familiefilm i 2002.
Han har medvirket i flere tv-serier heriblandt Rejseholdet, Krøniken samt julekalenderne Andersens julehemmelighed og Alletiders jul og Nissernes Ø.
I år 2013 spillede Niels Olsen sin anden musical ved navn Shrek The Musical, hvor han spiller hovedrollen Shrek.
Olsen modtog 20.000 kr fra Georg Philipps Fond i 2017. I 2018 annoncerede Susanne Bier, at hun havde fået Olsen til at spille med i en musicaludgave af hendes film Den skaldede frisør. Olsen skal spille den ene hovedrolle, Philip, som oprindeligt blev spillet af Pierce Brosnan. Musicalen får premiere i 2020.
Han har i 2020 medvirket i Sikkerhedsstyrelsens kampagne "Nytår Igen", der henvender sig til unge mænd om de gængse fyrværkeriråd.

## Hæder
- 1993 Årets Dirch ved Revyernes Revy[5]
- 1997 Teaterflisen[7]
- 2000 Robert for årets mandlige hovedrolle for Den eneste ene[9]
- 2000 nomineret til Bodilprisen for bedste mandlige hovedrolle for  Den eneste ene[15]
- 2014 Årets Æreskunstner ved Revyernes Revy[5]

## Privat
Niels Olsen er søn af læge Kaj Olsen og lægesekretær og billedhugger Margrethe Toft Bendtsen.
Siden 1992 er Niels Olsen gift med skuespillerinden Joy-Maria Frederiksen. Sammen har de datteren Rosa (f. år 2000).

## Filmografi

### Film
| År   | Film/Serie                         | Rolle                       | Noter                                 |
| ---- | ---------------------------------- | --------------------------- | ------------------------------------- |
| 1991 | Den store badedag                  | Smalle                      |                                       |
| 1991 | Krummerne                          | betjent                     |                                       |
| 1991 | Høfeber                            | betjent, som anholder Allan |                                       |
| 1992 | Snøvsen                            | Edvind                      |                                       |
| 1993 | Roser og persille (Tango for tre)  | mærkelig fyr i venteværelse |                                       |
| 1993 | Hvordan fik vi vores naboer        |                             |                                       |
| 1993 | Hjælp - Min datter vil giftes      | Knud, gangster              |                                       |
| 1994 | Snøvsen Ta'r Springet              | Edvin, musiker i cirkus     |                                       |
| 1997 | Det store flip                     | Nisse                       |                                       |
| 1999 | Den eneste ene                     | Niller                      | Robert for bedste mandlige hovedrolle |
| 2001 | Min søsters børn                   | Eriks svoger                |                                       |
| 2002 | Humørkort-stativ-sælgerens søn     | Jack                        |                                       |
| 2002 | Elsker dig for evigt               | Finn                        |                                       |
| 2002 | Min søsters børn i sneen           | Eriks svoger                |                                       |
| 2003 | Lykkevej                           | Holger                      |                                       |
| 2004 | Brødre                             | Allentoft                   |                                       |
| 2004 | Min søsters børn i Ægypten         | Far                         |                                       |
| 2005 | Solkongen                          | Ole Finland                 |                                       |
| 2005 | Far til fire - gi'r aldrig op      | Far                         |                                       |
| 2006 | Far til fire - i stor stil         | Far                         |                                       |
| 2006 | Sprængfarlig bombe                 | Tonnys bror                 |                                       |
| 2008 | Far til fire - på hjemmebane       | Far                         |                                       |
| 2009 | Coraline og den hemmelige dør      |                             | Stemme                                |
| 2010 | Sådan træner du din drage          | Gorbert                     | Stemme                                |
| 2010 | Far til fire - på japansk          | Far                         |                                       |
| 2011 | Far til fire - tilbage til naturen | Far                         |                                       |
| 2012 | Far til fire - til søs             | Far                         |                                       |
| 2018 | Grinchen                           | Grinchen                    | Stemme                                |

### Tv-serier
| År        | Titel                                   | Rolle                             | Noter               |
| --------- | --------------------------------------- | --------------------------------- | ------------------- |
| 1990      | Dr. Dip                                 | Dr. Dip - Siisgård                |                     |
| 1990-92   | Den gode, den onde og den virk'li sjove | diverse                           | satire              |
| 1993      | Andersens julehemmelighed               |                                   |                     |
| 1994      | Flemming og Berit                       | Jan, politimand                   |                     |
| 1994      | Tango for tre                           |                                   |                     |
| 1994      | Alletiders jul                          |                                   | julekalender        |
| 1995      | TV-ansjosen                             | diverse                           | satire              |
| 2000      | Rejseholdet                             | Søren Nørgaard, Ingrid Dahls mand |                     |
| 2003      | Nissernes Ø                             |                                   |                     |
| 2003      | Hatten i skyggen                        | Luffe                             |                     |
| 2004-05   | Der var engang...                       |                                   |                     |
| 2005-06   | Krøniken                                | Friis                             |                     |
| 2011      | Lykke                                   | Dr. Victor Hahnenkamm             |                     |
| 2019-2020 | GG Horsens                              | Kommentator Daniel                | Både i sæson 1 og 2 |
| 2022      | Fuhlendorff og de skøre riddere         |                                   |                     |

### Revyer
| År        | Titel             | Rolle   | Noter |
| --------- | ----------------- | ------- | ----- |
| 1990      | Bornholmerrevyen  | diverse |       |
| 1993-2023 | Cirkusrevyen      | diverse |       |
| 2018-19   | Odense Sommerrevy | diverse |       |